# Шуичи Гонда
Шуичи Гонда (јап. 権田 修一; 3. март 1989) јапански је фудбалер који игра на позицији голмана. Тренутно наступа за Шимицу С Палс и репрезентацију Јапана.

## Каријера
Током каријере је играо за Токио, Саган Тосу.

## Репрезентација
За репрезентацију Јапана дебитовао је 2010. године. Наступао је на Светском првенству (2014. године) с јапанском селекцијом. За тај тим је одиграо 25 утакмица.

## Статистика
| Јапан  | Јапан   | Јапан  |
| Година | Наступи | Голови |
| ------ | ------- | ------ |
| 2010.  | 1       | 0      |
| 2013.  | 1       | 0      |
| 2015.  | 1       | 0      |
| 2018.  | 2       | 0      |
| 2019.  | 11      | 0      |
| 2020.  | 2       | 0      |
| 2021.  | 7       | 0      |
| Укупно | 25      | 0      |

## Трофеји

### Клуб
- Лига Куп Јапана (1): 2009.
- Царски куп (1): 2011.

### Јапан
- Азијски куп (1): 2011.